# Béla Miklós
Béla Miklós de Dálnok (Budapest, 11 giugno 1890 – Budapest, 21 novembre 1948) è stato un generale e politico ungherese che ricoprì la carica di primo ministro dalla fine del 1944 alla fine del 1945.
Dopo essere stato addetto militare a Berlino dal 1933 al 1936, nell'ottobre 1942 divenne direttore dell'ufficio dell'ammiraglio Miklós Horthy, reggente d'Ungheria.
Il 1º agosto 1944 venne nominato generale. Per aver sostenuto lo sganciamento dell'Ungheria delle potenze dell'Asse in favore dell'esercito sovietico, venne convocato dal generale tedesco Gotthard Heinrici. Temendo l'arresto fuggì a Lisko, nei pressi di dove si trovava il quartiere generale dell'Armata Rossa.
Il 21 dicembre 1944 Miklós venne eletto capo di un governo antifascista ad interim dalle forze comuniste e filo-comuniste, carica che detenne fino al 15 novembre 1945.